# Agamemnoneion

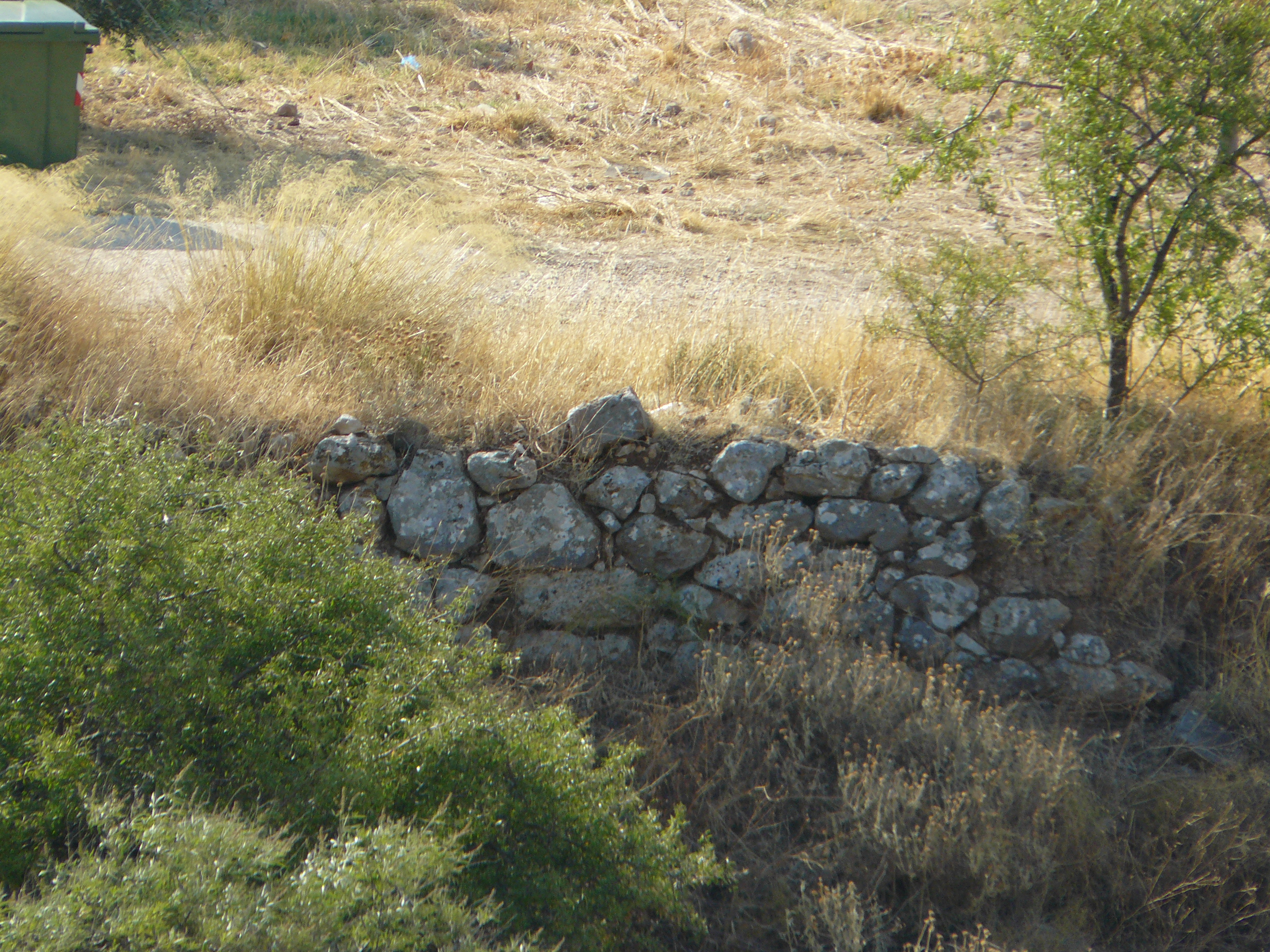
Mauerzug des Agamemnoneion am Ufer des Chavos

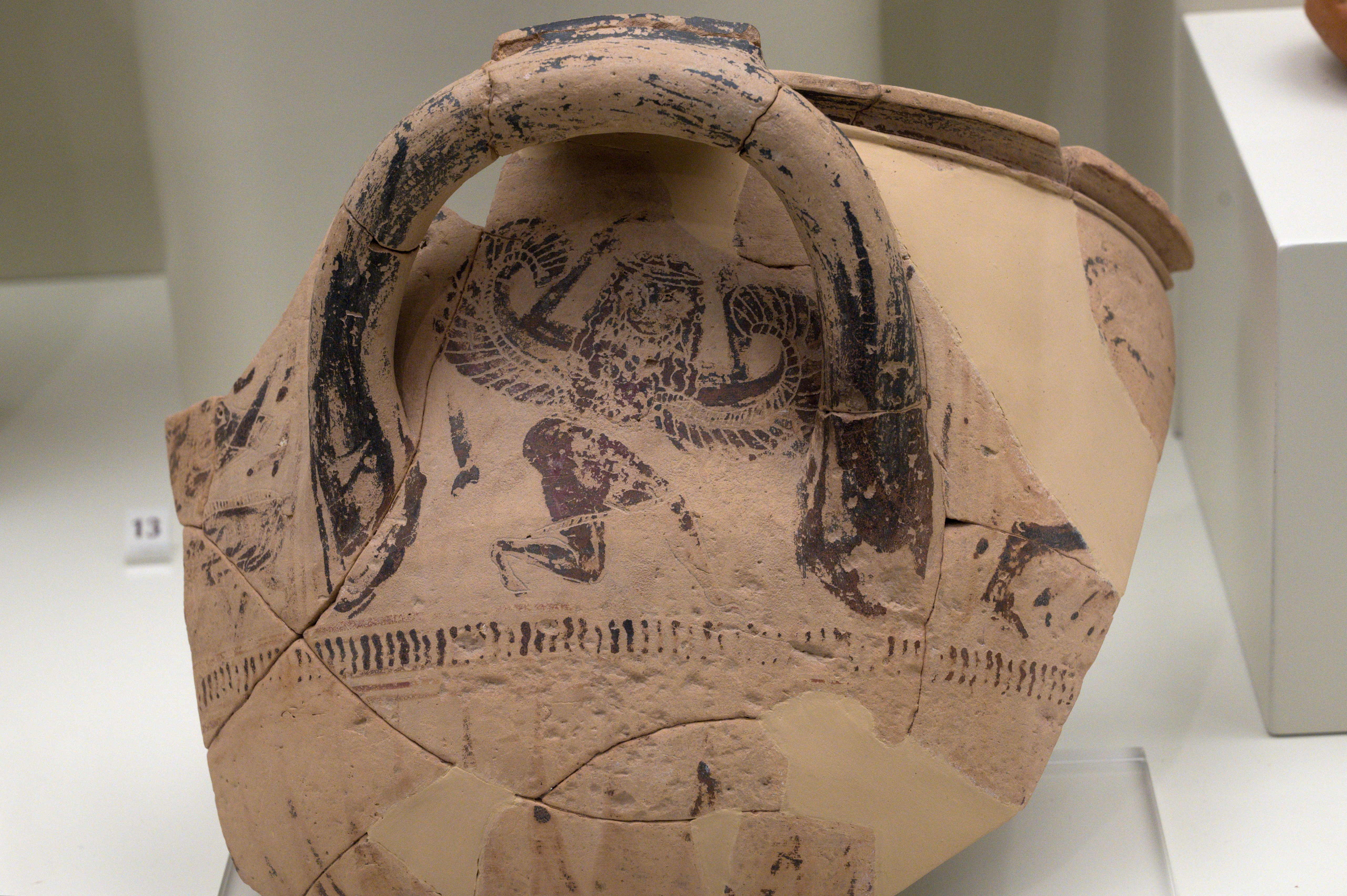
Bruchstück eines schwarzfigurigen Kraters aus dem Agamemnoneion bei Mykene zeigt eine Gorgone (etwa 600 v. Chr.)

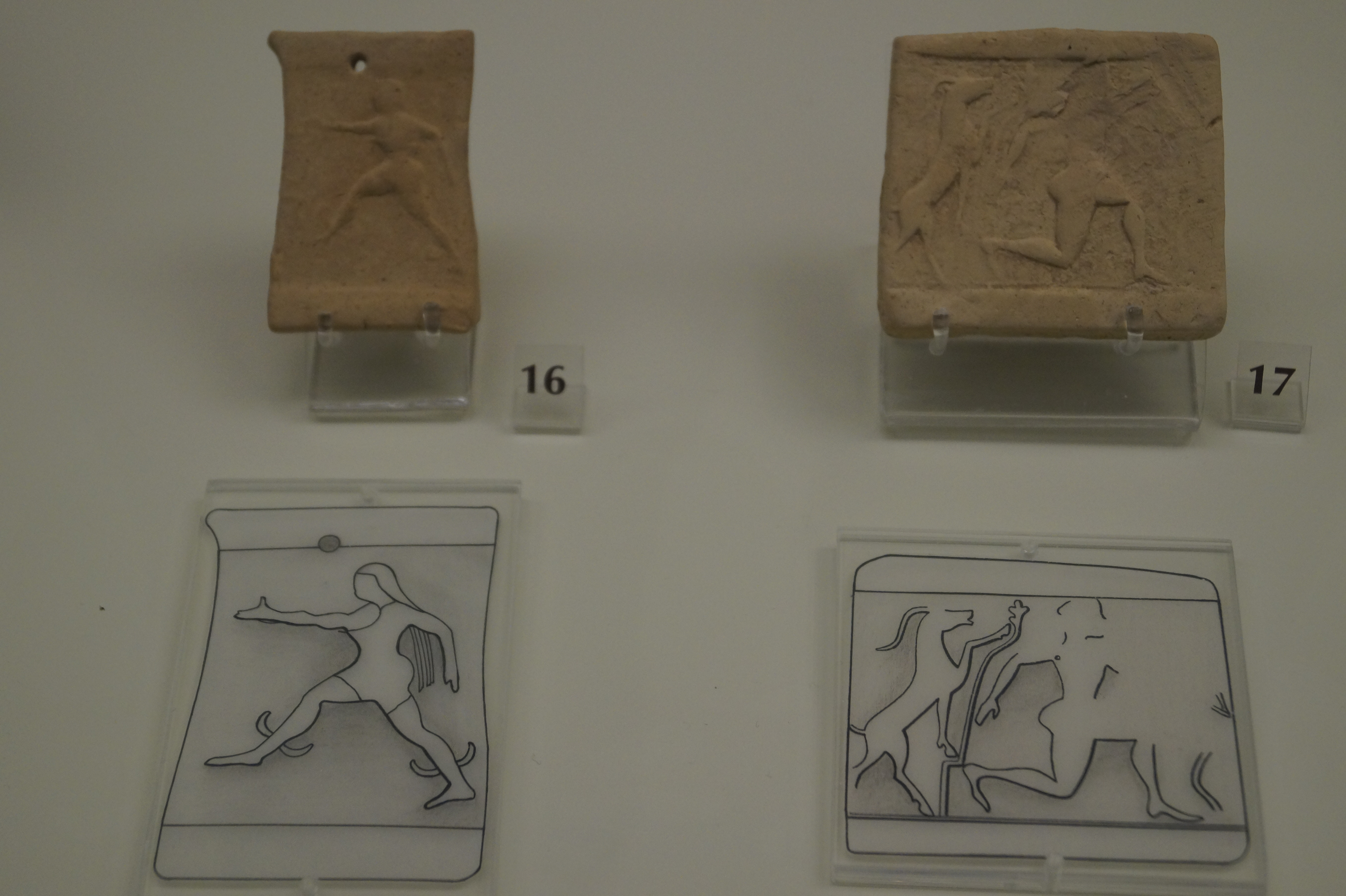
Relieftafeln aus dem Agamemnoneion (6.–5. Jahrhundert v. Chr.)

Agamemnoneion (griechisch Αγαμεμνόνειο (n. sg.)) oder Heiligtum in der Nähe der Brücke (engl. Shrine by the bridge) war ein kleines Heiligtum etwa 1 km südwestlich von Mykene am linken Ufer des Chavos. Vermutlich handelt es sich um ein Heroon für Agamemnon.

## Erforschung
Schon Bernhard Steffen erwähnte kyklopische Mauern nördlich der Kyklopenbrücke bei Mykene. Alan Wace erwähnte 1949, dass es nordöstlich der Brücke auf dem linken Ufer des Chavos Mauerreste gäbe und viele geometrische Scherben zu finden seien. Der Archäologe John Manuel Cook legte 1950 mehrere Grabungsschnitte an und entdeckte Teile des Heiligtums. Im August 1952 legte Elisabeth Wace weitere Teile des Agamemnoneions frei.

## Beschreibung
Das kleine Heiligtum war ungefähr rechteckig. Die genauen Ausmaße sind jedoch nicht bekannt, da das südliche und das westliche Ende bisher nicht freigelegt wurden. Die nördliche Seite wurde über eine Länge von etwa 24 m freigelegt. Außerdem hat man den südöstlichen Abschluss entdeckt. Zum Chavos hin fand man eine grobe Stützmauer mit einer Dicke von etwa 1,25 m auf der sich die nördliche Mauer des Heiligtums erhob. Etwa 30 m westlich der Kirche Agios Ioannis und 40 m nordöstlich der Brücke ist am Ufer des Chavos noch auf einer Länge von etwa 5 m ein Teil der Mauer zu sehen.
An der Nordostecke gab es vermutlich einen Eingang. 17 m weiter südwestlich fand man eine Quermauer und nach etwa 3 m eine weitere. Beide Mauern endeten nach etwa 2,40 m. Westlich der letzten Quermauer fand man eine große Menge hellenistischer Dachziegel. Dies zeigt, dass der westliche Raum überdacht war. Die Dachziegel trugen die Inschrift ΔΑΜΟΣΙΟΣ ΑΡΓΟΣ (Staat Argos), was belegt, dass es sich um ein öffentliches Gebäude von Argos handelte. Der Boden des Heiligtums war mit 2–5 cm dicken Schieferplatten gepflastert. Im östlichen Teil des Heiligtums fand man einen Bothros. Er war 1,40 m lang und 0,75 m breit und etwa 0,50 m tief in den Boden gegraben. In ihm fand man archaische Tonscherben, Tierknochen und Asche. Der Bothros war mit einem zerbrochenen Mahlstein abdeckt worden. In dem Heiligtum entdeckte man zahlreiche Figuren einer Göttin und Reiterfiguren mit Waffen. Außerdem fand man Tonscherben aus dem 4. Jahrhundert v. Chr. mit Inschriften, die Agamemnon erwähnen. Die Funde sind im Archäologischen Museum von Mykene ausgestellt.

## Geschichte
Wie die ältesten Tonscherben belegen, wurde das Agamemnoneion Ende des 8. Jahrhunderts v. Chr. gegründet. Außer ein paar Dachziegeln konnten jedoch kaum Architekturfragmente aus dieser Zeit festgestellt werden. Im 5. oder 4. Jahrhundert wurde das Heiligtum zerstört. Möglicherweise fand dies 468 v. Chr. statt, als Argos Mykene zerstörte. In hellenistischer Zeit wurde es wieder hergestellt und bis ins 2. Jahrhundert v. Chr. genutzt.
John Manuel Cook vermutete, dass die Verehrung des Agamemnon mit der Ankunft des Epos Ilias in Mykene Ende des 8. Jahrhunderts einsetzte. Also etwa zur gleichen Zeit, als bei Sparta das Menelaion zu Ehren von Menelaos und Helena errichtet wurde. Als Beleg führte er die aufgefundenen Fußkratere und die großen Kantharoi, die hauptsächlich von Männern verwendet wurden, an. Auch die Reiterfiguren unterstützen diese Annahme. Was er jedoch verwirrend fand, war die Tatsache, dass das Heiligtum nicht bei dem Schatzhaus des Atreus oder einem anderen Tholosgrab errichtet wurde. Er vermutete, dass man eventuell die Lage der Gräber damals nicht kannte.
Spyridon Marinatos ging davon aus, dass in der ersten Phase die Göttin Hera hier verehrt wurde. Zu dieser Erkenntnis kam er, da man zahlreiche weibliche Figuren fand. Außerdem würde dies die Lage des Heiligtums erklären: Außerhalb der Stadtmauer an der Straße, die zum Heraion von Argos, dem Kultzentrum der Göttin Hera, führte. Später wurde es schließlich in ein Heroon für Agamemnon umgewandelt. Heute folgt man jedoch in der Regel der Argumentation Cooks.